# Stroppiana
Stroppiana (piemontesisch Stropian-a) ist eine Gemeinde in der italienischen Provinz Vercelli (VC), Region Piemont.

## Lage und Einwohner
Stroppiana liegt 12 km südlich der Provinzhauptstadt Vercelli. Die Nachbargemeinden sind Asigliano Vercellese, Caresana, Pertengo, Pezzana, Rive und Villanova Monferrato (AL). Das Gemeindegebiet umfasst eine Fläche von 18 km² und hat 1179 Einwohner (Stand 31. Dezember 2023).